# Desa Cisalada (administrativ by i Indonesien, lat -6,74, long 106,80)
Desa Cisalada är en administrativ by i Indonesien.   Den ligger i provinsen Jawa Barat, i den västra delen av landet, 60 km söder om huvudstaden Jakarta.